# Shirley Babashoff
Shirley Babashoff (Whittier, 31 de enero de 1957) es una nadadora estadounidense retirada especializada en pruebas de estilo libre, ganadora de ocho medallas entre las Olimpiadas de Múnich 1972 y las de Montreal 1976.

## Carrera deportiva
En las Olimpiadas de Múnich 1972 ganó tres medallas: oro en relevos 4 x 100 metros libre, y plata en 100 y 200 metros libre.
Cuatro años después, en los Juegos Olímpicos de Montreal 1976 ganó cinco medallas: oro en 4 x 100 metros libre, y plata en 200, 400 y 800 metros libre, y en 4 x 100 metros estilos, tras Alemania del Este y por delante de Canadá. 